# Dhampur
Dhampur è una suddivisione dell'India, classificata come municipal board, di 46.855 abitanti, situata nel distretto di Bijnor, nello stato federato dell'Uttar Pradesh. In base al numero di abitanti la città rientra nella classe III (da 20.000 a 49.999 persone).

## Geografia fisica
La città è situata a 29° 19' 0 N e 78° 31' 0 E e ha un'altitudine di 215 m s.l.m..

## Società

### Evoluzione demografica
Al censimento del 2001 la popolazione di Dhampur assommava a 46.855 persone, delle quali 24.620 maschi e 22.235 femmine. I bambini di età inferiore o uguale ai sei anni assommavano a 6.888, dei quali 3.601 maschi e 3.287 femmine. Infine, coloro che erano in grado di saper almeno leggere e scrivere erano 30.271, dei quali 16.849 maschi e 13.422 femmine.